# 覚栄
覚栄（かくえい、? - 元和8年（1622年）10月19日）は、安土桃山時代から江戸時代前期の僧侶。遍照院、二位公、盛雅とも称す。

## 生涯
覚栄の出自に関しては不明な点が多い。『妙寺村氏人中過去帳』によると、京都市伏見区竹田の生まれという。
覚栄は寺社の造営・修造を得意とした木食応其の下、実務面を一手に引き受けていたという。安楽寿院に伝わる『摧薪録』によると、覚栄の事績は方広寺大仏殿（京の大仏）の造営から始まる。天正16年（1588年）頃、豊臣秀吉の命によって大仏殿の造営が本格化し、秀吉は木食応其と寺沢広政に造営奉行を命じた。応其は覚栄が有能であることを知って、自分に代わって造営を任せたという。また、文禄末年から慶長年間にかけて、醍醐寺、東寺、安楽寿院、根来寺、三船神社の復興、また興山寺の建立に奔走したという。文禄5年（1596年）の慶長伏見地震により安楽寿院の一部も崩壊したが、慶長9年（1604年）には豊臣秀頼の命を受け、安楽寿院の復興に尽力した。
慶長5年（1600年）、応其が高野山を下山した以降は、安楽川荘を中心に興山寺第2世として活動した。

## 人物
- 醍醐寺の座主を勤めた義演は『義演准后日記』のなかで、覚栄を「上人執事」と記しており、応其配下の最も重要な人物として認識していたことがわかる。
- 慶長3年（1598年）8月22日、方広寺大仏殿が落慶した際には、覚栄は褒美として上人位が与えられ、「慶賛ノ列衆」となったという。